# Filipijnse papegaaiduif
De Filipijnse papegaaiduif (Treron axillaris) is een vogel uit de familie Columbidae (duiven).

## Verspreiding en leefgebied
Deze soort is endemisch op de Filipijnen en telt vier ondersoorten:
- T. a. amadoni: noordelijk Luzon.
- T. a. axillaris: zuidelijk Luzon, Polillo, Catanduanes, Mindoro, Lubang en Alabat.
- T. a. canescens: westelijk en oostelijk Visayas, Mindanao, Basilan (oostelijke Filipijnen).
- T. a. everetti: de Sulu-eilanden.